# Deian Sorescu
Deian Sorescu est un footballeur international roumain né le 29 août 1997 à Moldova Nouă. Il évolue  au poste de arrière droit au Gaziantep FK.

## Biographie

### En sélection nationale
Deian Sorescu fait ses débuts avec l'équipe nationale roumaine le 2 juin 2021, lors d'un match amical contre la Géorgie au stade Ilie Oană de Ploiești.
Il est retenu dans la liste des 26 joueurs roumains du sélectionneur Edward Iordănescu pour participer à l'Euro 2024.

## Palmarès
Raków Częstochowa
- Vainqueur de la Coupe de Pologne en 2022.
- Vainqueur de la Supercoupe de Pologne en 2022.